# Erich Prieger (Landrat)
Erich Prieger (* 9. Oktober 1889 in Gereuth in Unterfranken; † 18. Februar 1961 in Saarbrücken) war ein deutscher Verwaltungsjurist und Landrat.

## Leben
Nach dem Abitur am Arnold-Gymnasium Neustadt absolvierte Erich Prieger ein Studium der Rechtswissenschaften an der Ludwig-Maximilians-Universität München, der Ruprecht-Karls-Universität Heidelberg und der Universität Straßburg. Nach der ersten juristischen Staatsprüfung folgte der Vorbereitungsdienst (Referendariat), der durch seinen freiwilligen Kriegseinsatz unterbrochen wurde. Das Große juristische Staatsexamen legte er 1919 ab und wurde Regierungsakzessist und später Bezirksamtmann in Bergzabern. Im Februar 1923 wurde er durch die französische Besatzungsmacht vorübergehend ausgewiesen. 1925 wurde Prieger Regierungsamtmann in Günzburg, wo er in der Zeit vom 1. April 1938 bis zum 30. Juni 1942 als Bezirksamtsvorstand/Landrat tätig war, bevor er am 1. Dezember 1935 zum Regierungsrat ernannt und Bezirksamtsvorstand in Kusel wurde. Am 15. März 1942 wurde er zum Landratsamt Kaufbeuren abgeordnet, wo er das Amt des Landrats bis zum 31. Juli 1943 ausübte. Er war zum 1. Mai 1933 in die NSDAP eingetreten (Mitgliedsnummer 3.549.665) und dort Kreisrechtsamtsleiter und Kreisschulungswart für die Juristenschulung. Ab dem 1. August 1943 nahm er wieder seine Tätigkeit als Landrat in Günzburg auf. Dort wurde er am 25. April 1945 seines Amtes enthoben. Zum 1. Mai 1949 wurde er wieder in den Dienst aufgenommen, bei gleichzeitiger (krankheitsbedingter) Versetzung in den Ruhestand. 
Über eine Spruchkammerentscheidung im Zuge eines Entnazifizierungsverfahrens gibt die Quellenlage keine Aufschlüsse.